# Lluçà
Lluçà (spanisch Llusá) ist eine katalanische Gemeinde (Municipio) mit 288 Einwohnern (Stand: 2024) in der Provinz Barcelona im Nordosten Spaniens. Sie liegt in der Comarca Osona. Neben dem namensgebenden Ort Lluçà besteht die Gemeinde aus der Ortschaft Santa Eulalia de Puig-oriol.

## Geographie
Lluçà liegt etwa 90 Kilometer nördlich von Barcelona in einer Höhe von ca. 750 m.

## Demografie
| 1900 | 1930 | 1950 | 1970 | 1981 | 1991 | 2001 | 2011 | 2021 |
| ---- | ---- | ---- | ---- | ---- | ---- | ---- | ---- | ---- |
| 613  | 834  | 677  | 528  | 298  | 282  | 283  | 254  | 271  |

## Sehenswürdigkeiten
- Burganlage von Lluçà mit der Ruine der Vinzenzkapelle
- Marienkirche des Augustinerklosters Santa Maria de Lluçà
- Eulalienkirche in Santa Eulalia de Puig-oriol
- Christopheruskapelle
- Peterskapelle
- Clemenskapelle

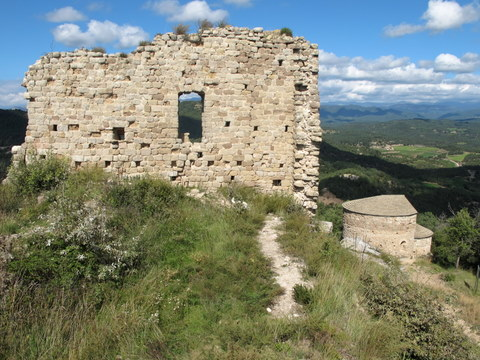
Burgruine
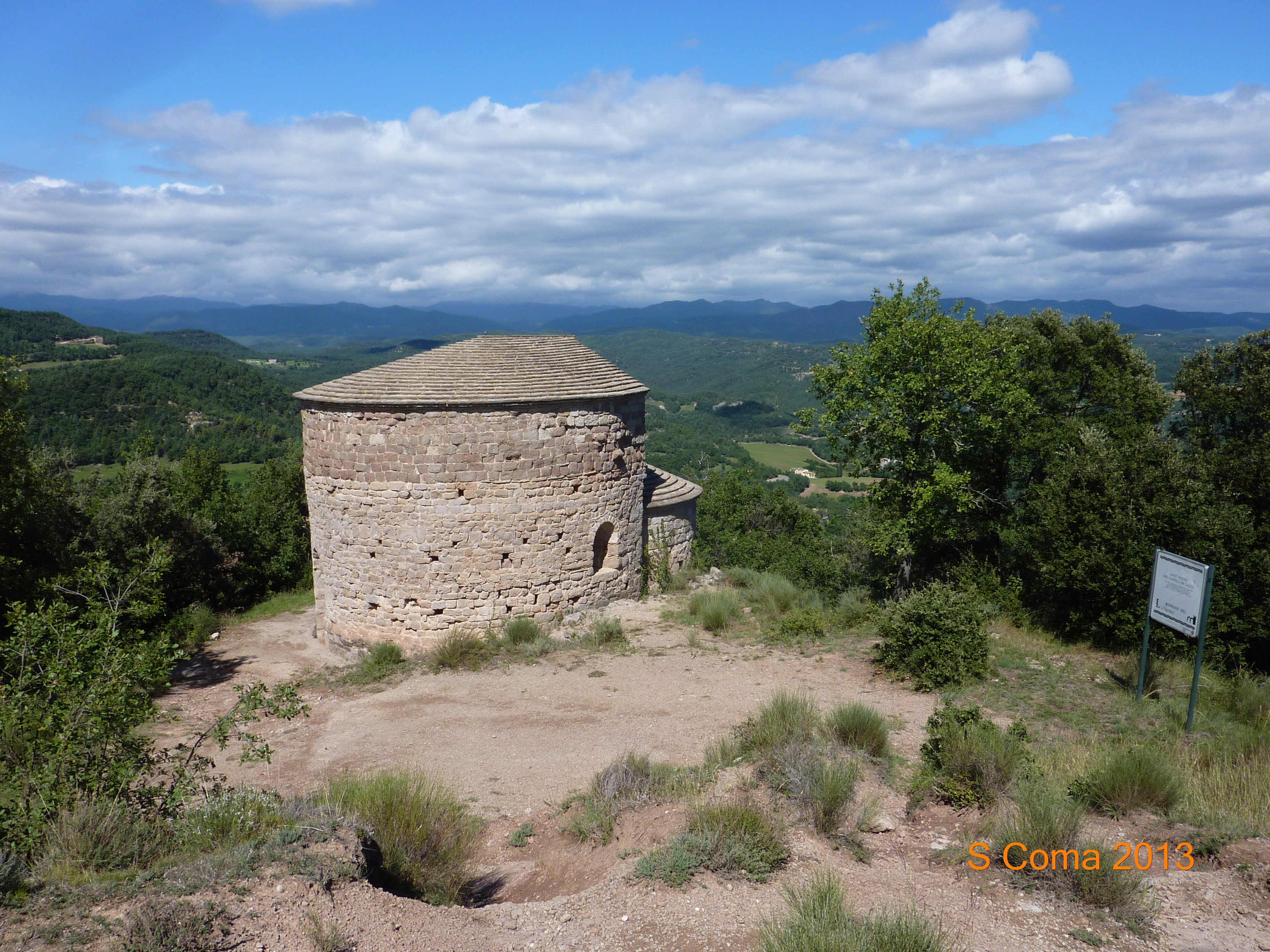
Ruine der Vinzenzkapelle
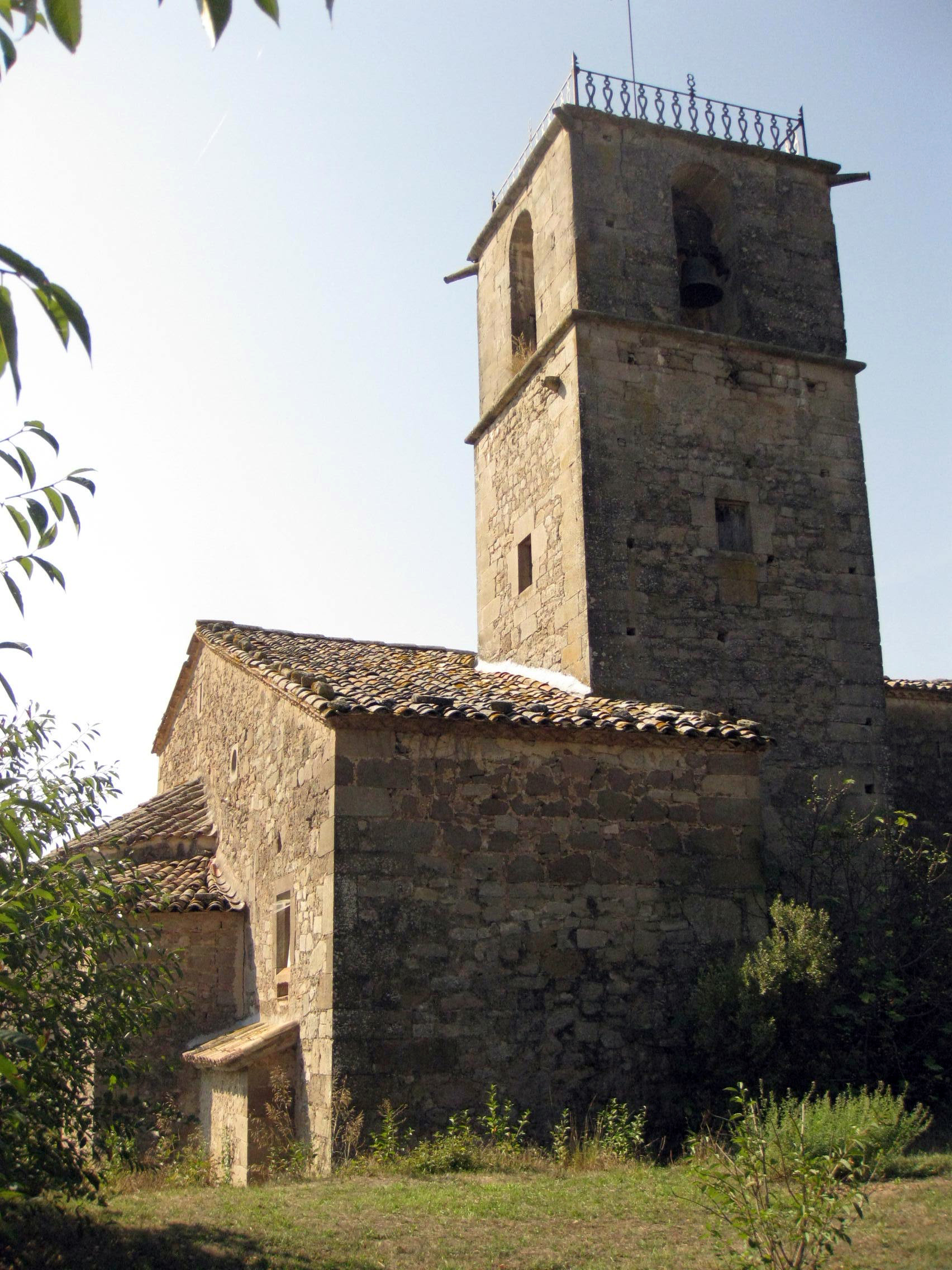
Marienkirche
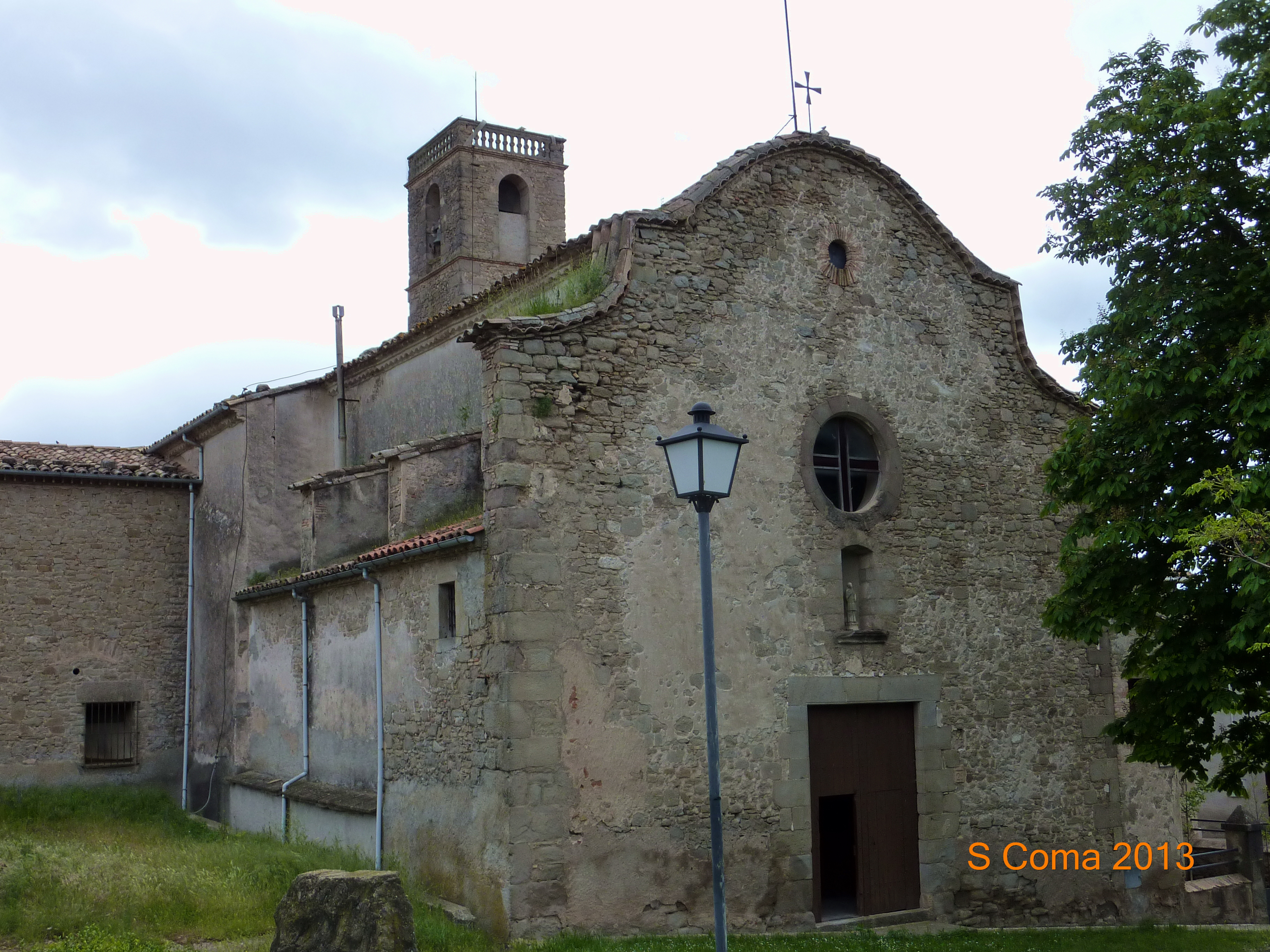
Eulalienkirche
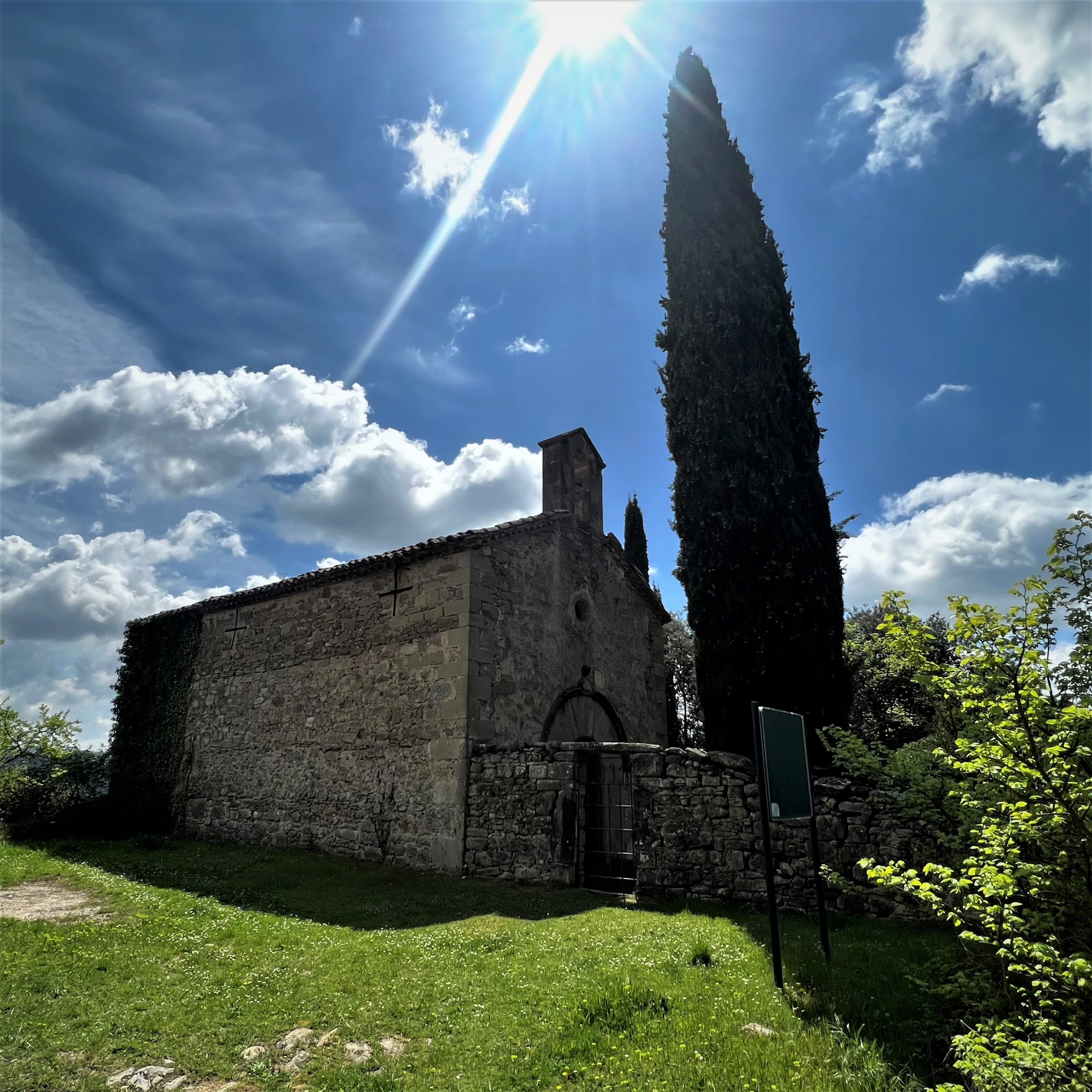
Christopheruskapelle
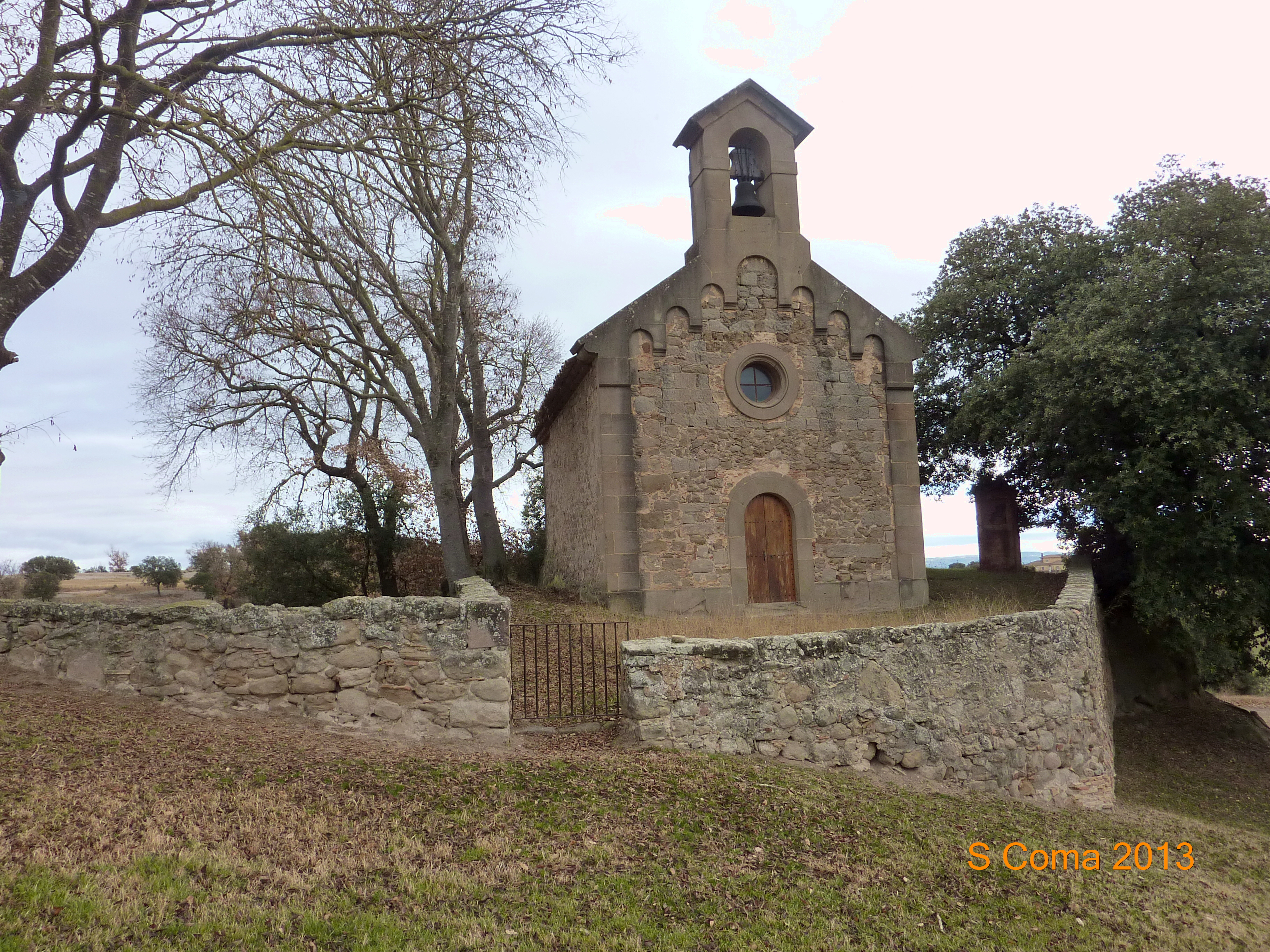
Peterskapelle
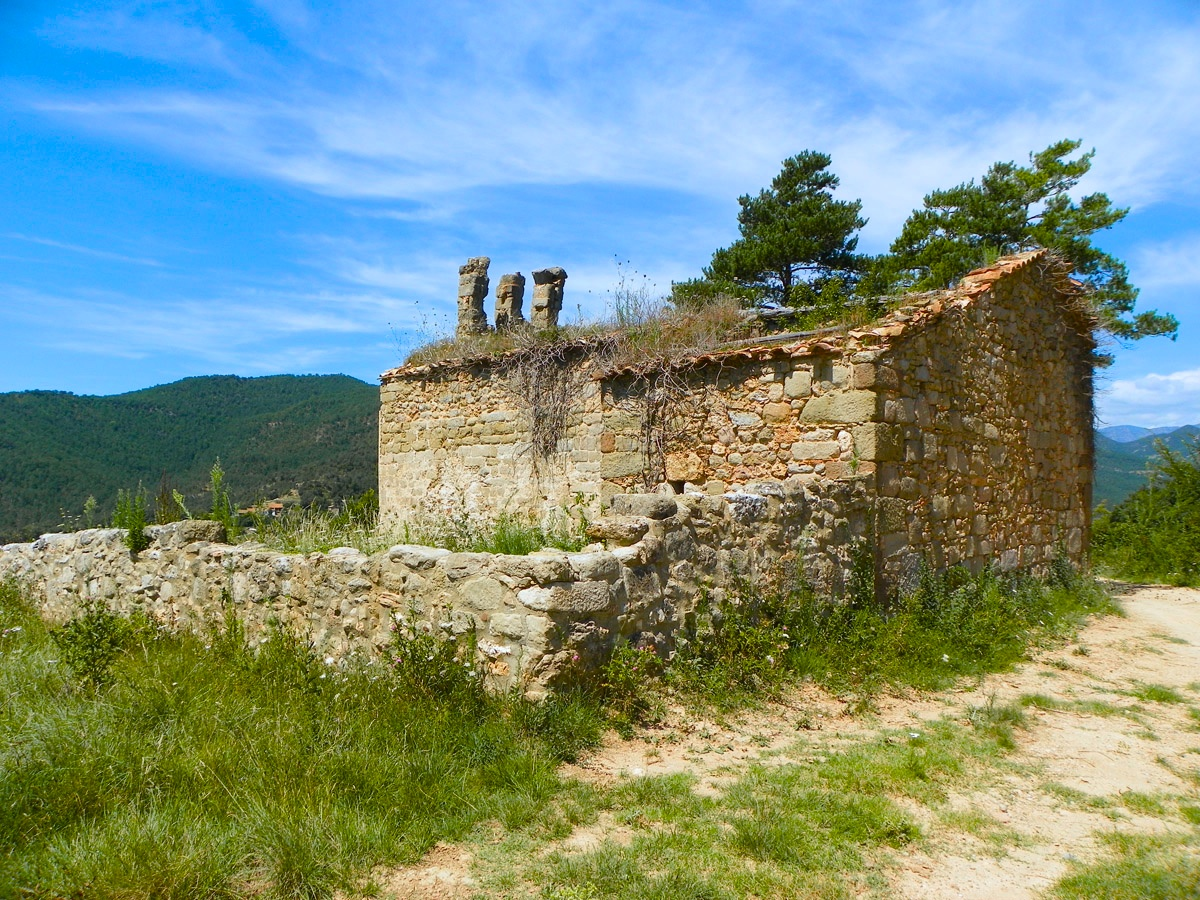
Clemenskapelle